# Ava Max/Auszeichnungen für Musikverkäufe

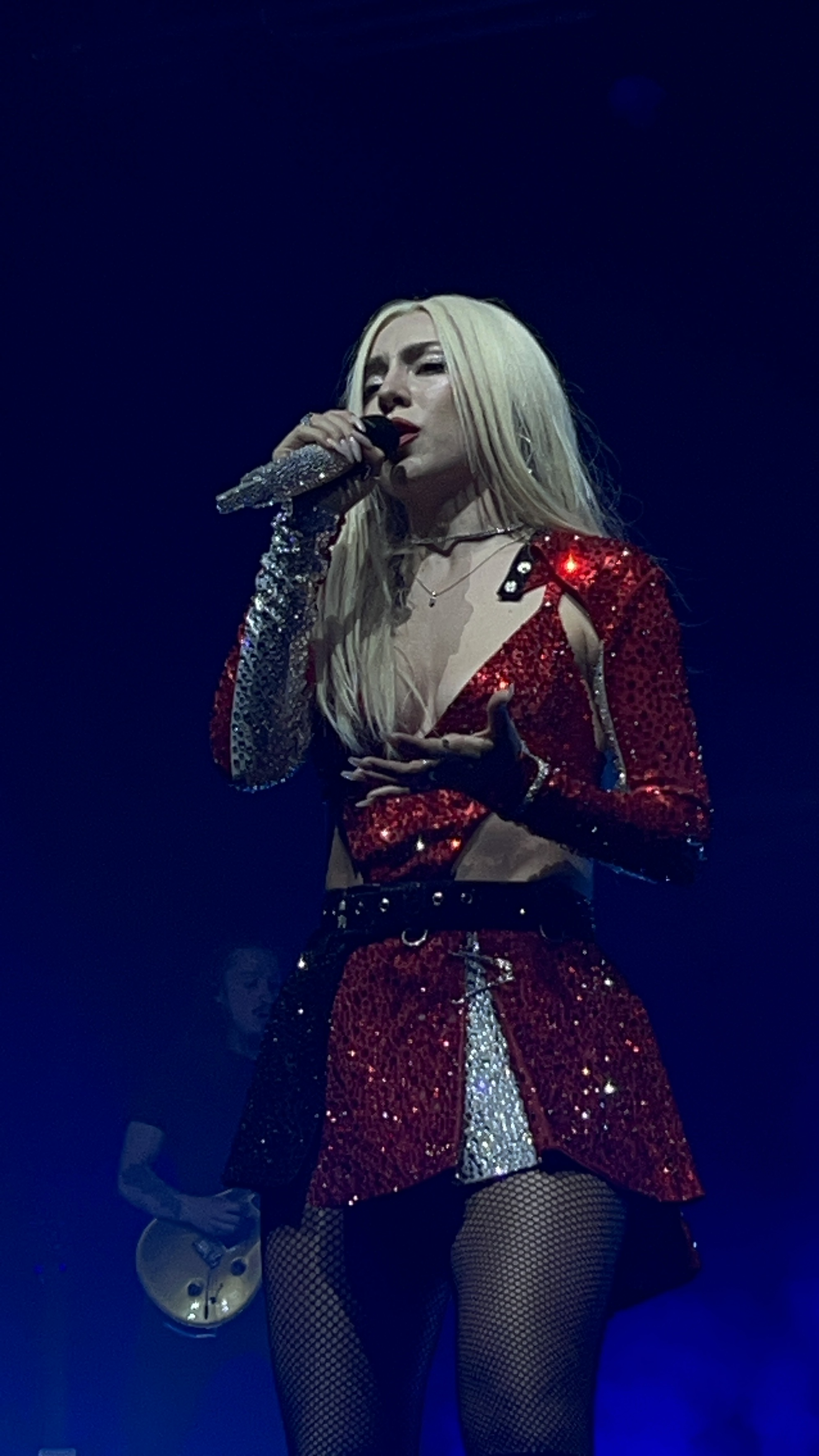
Ava Max (2023)

Dies ist eine Übersicht über die Auszeichnungen für Musikverkäufe der US-amerikanischen Popsängerin Ava Max. Die Auszeichnungen finden sich nach ihrer Art (Gold, Platin usw.), nach Staaten getrennt in alphabetischer Reihenfolge, geordnet sowie nach den Tonträgern selbst in chronologischer Reihenfolge, getrennt nach Medium (Alben, Singles usw.), wieder.

## Auszeichnungen
| - Vereinigtes Königreich - 2024: für die Single Salt - 2025: für die Single Alone, Pt. II - Argentinien - 2021: für das Album Heaven & Hell - Australien - 2023: für die Single Salt - Belgien - 2019: für die Single So Am I - 2020: für die Single Alone, Pt. II - Brasilien - 2022: für die Single Who’s Laughing Now - Dänemark - 2022: für die Single My Head & My Heart - 2024: für die Single Alone, Pt. II - Deutschland - 2020: für die Single So Am I - 2022: für die Single My Head & My Heart - 2022: für die Single Alone, Pt. II - 2024: für das Album Heaven & Hell - 2025: für die Single Whatever - Frankreich - 2020: für die Single Torn - 2022: für die Single EveryTime I Cry - 2024: für die Single Million Dollar Baby - Italien - 2020: für die Single Torn - 2020: für die Single Alone, Pt. II - 2021: für die Single So Am I - 2022: für das Album Heaven & Hell - 2024: für die Single Whatever - Neuseeland - 2025: für die Single Alone, Pt. II - Norwegen - 2021: für die Single Into Your Arms - 2021: für die Single My Head & My Heart - 2021: für die Single OMG What’s Happening - Österreich - 2020: für die Single Torn - 2021: für die Single Who’s Laughing Now - 2021: für das Album Heaven & Hell - 2022: für die Single EveryTime I Cry - 2024: für die Single Whatever - Peru - 2020: für die Single Tabú - Polen - 2021: für die Single Not Your Barbie Girl - 2022: für die Single EveryTime I Cry - 2023: für die Single Maybe You’re the Problem - 2023: für die Single Million Dollar Baby - 2024: für die Single Car Keys (Ayla) - 2024: für die Single Dancing’s Done - Portugal - 2020: für die Single So Am I - 2022: für die Single My Head & My Heart - Schweden - 2018: für die Single Sweet but Psycho - Schweiz - 2019: für die Single Torn - 2025: für die Single Forever Young - Singapur - 2019: für die Single Sweet but Psycho - Spanien - 2022: für die Single So Am I - 2024: für die Single Alone, Pt. II - 2024: für die Single Maybe You’re the Problem - Taiwan - 2020: für die Single So Am I - Vereinigte Staaten - 2021: für die Single Slow Dance - 2021: für die Single On Me - 2021: für die Single Salt - 2025: für die Single Whatever - Vereinigtes Königreich - 2022: für das Album Heaven & Hell - 2024: für die Single Whatever | - Australien - 2021: für die Single My Head & My Heart - Belgien - 2020: für die Single Kings & Queens - 2024: für die Single Whatever - Brasilien - 2020: für das Album Heaven & Hell - 2022: für die Single Salt - 2022: für die Single Torn - 2022: für die Single The Motto - 2023: für die Single Car Keys (Ayla) - Dänemark - 2020: für die Single So Am I - 2021: für die Single Salt - 2022: für das Album Heaven & Hell - 2022: für die Single Kings & Queens - 2023: für die Single The Motto - 2025: für die Single Whatever - Deutschland - 2022: für die Single Salt - 2022: für die Single The Motto - Finnland - 2020: für die Single So Am I - 2020: für die Single Torn - 2020: für die Single Salt - 2020: für die Single Kings & Queens - 2022: für die Single The Motto - Frankreich - 2022: für die Single Salt - 2023: für die Single So Am I - 2023: für das Album Heaven & Hell - 2023: für die Single The Motto - 2023: für die Single My Head & My Heart - 2023: für die Single Who’s Laughing Now - 2023: für die Single Alone, Pt. II - 2024: für die Single Whatever - 2025: für die Single Forever Young - Italien - 2020: für die Single Kings & Queens - 2021: für die Single My Head & My Heart - 2022: für die Single The Motto - Kanada - 2020: für die Single So Am I - 2021: für das Album Heaven & Hell - 2021: für die Single Salt - 2024: für die Single Whatever - Neuseeland - 2021: für die Single So Am I - 2023: für das Album Heaven & Hell - Norwegen - 2021: für die Single Who’s Laughing Now - 2022: für die Single The Motto - Österreich - 2021: für die Single So Am I - 2021: für die Single My Head & My Heart - 2022: für die Single Alone, Pt. II - 2025: für die Single Whatever - Polen - 2020: für die Single Alone, Pt.II - 2023: für die Single OMG What’s Happening - 2024: für die Single Whatever - Portugal - 2022: für die Single Kings & Queens - 2022: für die Single The Motto - Schweden - 2021: für die Single Alone, Pt. II - 2024: für die Single Whatever - Schweiz - 2020: für die Single So Am I - 2024: für die Single Whatever - Singapur - 2020: für das Album Heaven & Hell - Spanien - 2024: für die Single Kings & Queens - 2024: für die Single My Head & My Heart - 2024: für die Single The Motto - 2025: für die Single Whatever - Taiwan - 2020: für die Single Sweet but Psycho - Ungarn - 2024: für die Single Car Keys (Ayla) - Vereinigte Staaten - 2022: für das Album Heaven & Hell - 2022: für die Single My Head & My Heart - 2022: für die Single So Am I - 2022: für die Single The Motto - Vereinigtes Königreich - 2021: für die Single So Am I - 2021: für die Single Kings & Queens - 2022: für die Single My Head & My Heart - 2023: für die Single The Motto - Deutschland - 2023: für die Single Kings & Queens | - Australien - 2021: für die Single So Am I - 2023: für die Single The Motto - Belgien - 2019: für die Single Sweet but Psycho - Brasilien - 2022: für die Single So Am I - 2022: für die Single My Head & My Heart - Kanada - 2022: für die Single My Head & My Heart - Niederlande - 2019: für die Single Sweet but Psycho - Österreich - 2021: für die Single Kings & Queens - 2022: für die Single Salt - 2023: für die Single The Motto - Polen - 2021: für die Single Torn - 2021: für die Single Who’s Laughing Now - 2024: für die Single My Head & My Heart - Portugal - 2021: für die Single Sweet but Psycho - Spanien - 2020: für die Single Tabú - 2024: für die Single Sweet but Psycho - Ungarn - 2024: für die Single Whatever - Vereinigte Staaten - 2022: für die Single Kings & Queens - 2022: für die Single Into Your Arms - Brasilien - 2022: für die Single Kings & Queens - Dänemark - 2020: für die Single Sweet but Psycho - Finnland - 2020: für die Single Sweet but Psycho - 2020: für das Album Heaven & Hell - Italien - 2019: für die Single Sweet but Psycho - Norwegen - 2021: für die Single Kings & Queens - 2021: für die Single So Am I - Österreich - 2021: für die Single Sweet but Psycho - Polen - 2021: für die Single So Am I - 2021: für das Album Heaven & Hell - Kanada - 2022: für die Single Kings & Queens - Norwegen - 2021: für die Single Alone, Pt. II - 2021: für die Single Salt - Polen - 2021: für die Single Salt - 2024: für die Single The Motto - 2024: für die Single Kings & Queens - 2024: für die Single Into Your Arms - Schweiz - 2020: für die Single Sweet but Psycho - Vereinigte Staaten - 2022: für die Single Sweet but Psycho - Vereinigtes Königreich - 2023: für die Single Sweet but Psycho - Australien - 2020: für die Single Sweet but Psycho - Neuseeland - 2024: für die Single Sweet but Psycho - Kanada - 2022: für die Single Sweet but Psycho - 2025: für die Single The Motto - Norwegen - 2021: für das Album Heaven & Hell - Norwegen - 2021: für die Single Sweet but Psycho - Deutschland - 2023: für die Single Sweet but Psycho - Frankreich - 2020: für die Single Sweet but Psycho - 2022: für die Single Kings & Queens - Polen - 2020: für die Single Sweet but Psycho - Brasilien - 2022: für die Single Sweet but Psycho |

## Auszeichnungen nach Alben

### Heaven & Hell
| Land/Region                  | Auszeichnungen für Musikverkäufe (Land/Region, Auszeichnung, Verkäufe) | Verkäufe  |
| ---------------------------- | ---------------------------------------------------------------------- | --------- |
| Argentinien (CAPIF)          | Gold                                                                   | 10.000    |
| Brasilien (PMB)              | Platin                                                                 | 40.000    |
| Dänemark (IFPI)              | Platin                                                                 | 20.000    |
| Deutschland (BVMI)           | Gold                                                                   | 100.000   |
| Finnland (IFPI)              | 3× Platin                                                              | 60.000    |
| Frankreich (SNEP)            | Platin                                                                 | 100.000   |
| Italien (FIMI)               | Gold                                                                   | 25.000    |
| Kanada (MC)                  | Platin                                                                 | 80.000    |
| Neuseeland (RMNZ)            | Platin                                                                 | 15.000    |
| Norwegen (IFPI)              | 7× Platin                                                              | 140.000   |
| Österreich (IFPI)            | Gold                                                                   | 7.500     |
| Polen (ZPAV)                 | 3× Platin                                                              | 60.000    |
| Singapur (RIAS)              | Platin                                                                 | 10.000    |
| Vereinigte Staaten (RIAA)    | Platin                                                                 | 1.000.000 |
| Vereinigtes Königreich (BPI) | Gold                                                                   | 100.000   |
| Insgesamt                    | 5× Gold · 20× Platin ·                                                 | 1.767.500 |

### Diamonds & Dancefloors
| Land/Region               | Auszeichnungen für Musikverkäufe (Land/Region, Auszeichnung, Verkäufe) | Verkäufe |
| ------------------------- | ---------------------------------------------------------------------- | -------- |
| Vereinigte Staaten (RIAA) | —                                                                      | 7.000    |
| Insgesamt                 | —                                                                      | 7.000    |

## Auszeichnungen nach Singles

### Into Your Arms
| Land/Region               | Auszeichnungen für Musikverkäufe (Land/Region, Auszeichnung, Verkäufe) | Verkäufe  |
| ------------------------- | ---------------------------------------------------------------------- | --------- |
| Norwegen (IFPI)           | Gold                                                                   | 30.000    |
| Polen (ZPAV)              | 4× Platin                                                              | 200.000   |
| Vereinigte Staaten (RIAA) | 2× Platin                                                              | 2.000.000 |
| Insgesamt                 | 1× Gold · 6× Platin ·                                                  | 2.230.000 |

### Not Your Barbie Girl
| Land/Region  | Auszeichnungen für Musikverkäufe (Land/Region, Auszeichnung, Verkäufe) | Verkäufe |
| ------------ | ---------------------------------------------------------------------- | -------- |
| Polen (ZPAV) | Gold                                                                   | 25.000   |
| Insgesamt    | 1× Gold ·                                                              | 25.000   |

### Sweet but Psycho
| Land/Region                  | Auszeichnungen für Musikverkäufe (Land/Region, Auszeichnung, Verkäufe) | Verkäufe   |
| ---------------------------- | ---------------------------------------------------------------------- | ---------- |
| Australien (ARIA)            | 5× Platin                                                              | 350.000    |
| Belgien (BRMA)               | 2× Platin                                                              | 80.000     |
| Brasilien (PMB)              | 2× Diamant                                                             | 320.000    |
| Dänemark (IFPI)              | 3× Platin                                                              | 270.000    |
| Deutschland (BVMI)           | Diamant                                                                | 1.000.000  |
| Finnland (IFPI)              | 3× Platin                                                              | 120.000    |
| Frankreich (SNEP)            | Diamant                                                                | 333.333    |
| Italien (FIMI)               | 3× Platin                                                              | 150.000    |
| Kanada (MC)                  | 7× Platin                                                              | 560.000    |
| Neuseeland (RMNZ)            | 5× Platin                                                              | 150.000    |
| Niederlande (NVPI)           | 2× Platin                                                              | 160.000    |
| Norwegen (IFPI)              | 9× Platin                                                              | 540.000    |
| Österreich (IFPI)            | 3× Platin                                                              | 90.000     |
| Polen (ZPAV)                 | Diamant                                                                | 100.000    |
| Portugal (AFP)               | 2× Platin                                                              | 20.000     |
| Schweden (IFPI)              | Gold                                                                   | 40.000     |
| Schweiz (IFPI)               | 4× Platin                                                              | 80.000     |
| Singapur (RIAS)              | Gold                                                                   | 5.000      |
| Spanien (Promusicae)         | 2× Platin                                                              | 120.000    |
| Taiwan (RIT)                 | Platin                                                                 | 10.000     |
| Vereinigte Staaten (RIAA)    | 4× Platin                                                              | 4.000.000  |
| Vereinigtes Königreich (BPI) | 4× Platin                                                              | 2.500.000  |
| Insgesamt                    | 2× Gold · 59× Platin · 5× Diamant ·                                    | 10.998.333 |

### So Am I
| Land/Region                  | Auszeichnungen für Musikverkäufe (Land/Region, Auszeichnung, Verkäufe) | Verkäufe  |
| ---------------------------- | ---------------------------------------------------------------------- | --------- |
| Australien (ARIA)            | 2× Platin                                                              | 140.000   |
| Belgien (BRMA)               | Gold                                                                   | 20.000    |
| Brasilien (PMB)              | 2× Platin                                                              | 80.000    |
| Dänemark (IFPI)              | Platin                                                                 | 90.000    |
| Deutschland (BVMI)           | Gold                                                                   | 200.000   |
| Finnland (IFPI)              | Platin                                                                 | 40.000    |
| Frankreich (SNEP)            | Platin                                                                 | 200.000   |
| Italien (FIMI)               | Gold                                                                   | 35.000    |
| Kanada (MC)                  | Platin                                                                 | 80.000    |
| Neuseeland (RMNZ)            | Platin                                                                 | 30.000    |
| Norwegen (IFPI)              | 3× Platin                                                              | 180.000   |
| Österreich (IFPI)            | Platin                                                                 | 30.000    |
| Polen (ZPAV)                 | 3× Platin                                                              | 60.000    |
| Portugal (AFP)               | Gold                                                                   | 5.000     |
| Schweiz (IFPI)               | Platin                                                                 | 20.000    |
| Spanien (Promusicae)         | Gold                                                                   | 30.000    |
| Taiwan (RIT)                 | Gold                                                                   | 5.000     |
| Vereinigte Staaten (RIAA)    | Platin                                                                 | 1.000.000 |
| Vereinigtes Königreich (BPI) | Platin                                                                 | 600.000   |
| Insgesamt                    | 6× Gold · 19× Platin ·                                                 | 2.845.000 |

### Slow Dance
| Land/Region               | Auszeichnungen für Musikverkäufe (Land/Region, Auszeichnung, Verkäufe) | Verkäufe |
| ------------------------- | ---------------------------------------------------------------------- | -------- |
| Vereinigte Staaten (RIAA) | Gold                                                                   | 500.000  |
| Insgesamt                 | 1× Gold ·                                                              | 500.000  |

### Torn
| Land/Region       | Auszeichnungen für Musikverkäufe (Land/Region, Auszeichnung, Verkäufe) | Verkäufe |
| ----------------- | ---------------------------------------------------------------------- | -------- |
| Brasilien (PMB)   | Platin                                                                 | 40.000   |
| Finnland (IFPI)   | Platin                                                                 | 40.000   |
| Frankreich (SNEP) | Gold                                                                   | 100.000  |
| Italien (FIMI)    | Gold                                                                   | 35.000   |
| Österreich (IFPI) | Gold                                                                   | 15.000   |
| Polen (ZPAV)      | 2× Platin                                                              | 40.000   |
| Schweiz (IFPI)    | Gold                                                                   | 10.000   |
| Insgesamt         | 4× Gold · 4× Platin ·                                                  | 280.000  |

### Tabú
| Land/Region          | Auszeichnungen für Musikverkäufe (Land/Region, Auszeichnung, Verkäufe) | Verkäufe |
| -------------------- | ---------------------------------------------------------------------- | -------- |
| Peru (UNIMPRO)       | Gold                                                                   | 3.000    |
| Spanien (Promusicae) | 2× Platin                                                              | 80.000   |
| Insgesamt            | 1× Gold · 2× Platin ·                                                  | 83.000   |

### Salt
| Land/Region                  | Auszeichnungen für Musikverkäufe (Land/Region, Auszeichnung, Verkäufe) | Verkäufe  |
| ---------------------------- | ---------------------------------------------------------------------- | --------- |
| Australien (ARIA)            | Gold                                                                   | 35.000    |
| Brasilien (PMB)              | Platin                                                                 | 40.000    |
| Dänemark (IFPI)              | Platin                                                                 | 90.000    |
| Deutschland (BVMI)           | Platin                                                                 | 400.000   |
| Finnland (IFPI)              | Platin                                                                 | 40.000    |
| Frankreich (SNEP)            | Platin                                                                 | 200.000   |
| Kanada (MC)                  | Platin                                                                 | 80.000    |
| Norwegen (IFPI)              | 4× Platin                                                              | 240.000   |
| Österreich (IFPI)            | 2× Platin                                                              | 60.000    |
| Polen (ZPAV)                 | 4× Platin                                                              | 200.000   |
| Vereinigte Staaten (RIAA)    | Gold                                                                   | 500.000   |
| Vereinigtes Königreich (BPI) | Silber                                                                 | 200.000   |
| Insgesamt                    | 1× Silber · 2× Gold · 16× Platin ·                                     | 2.085.000 |

### Alone, Pt. II
| Land/Region                  | Auszeichnungen für Musikverkäufe (Land/Region, Auszeichnung, Verkäufe) | Verkäufe  |
| ---------------------------- | ---------------------------------------------------------------------- | --------- |
| Belgien (BRMA)               | Gold                                                                   | 20.000    |
| Dänemark (IFPI)              | Gold                                                                   | 45.000    |
| Deutschland (BVMI)           | Gold                                                                   | 200.000   |
| Frankreich (SNEP)            | Platin                                                                 | 200.000   |
| Italien (FIMI)               | Gold                                                                   | 35.000    |
| Neuseeland (RMNZ)            | Gold                                                                   | 15.000    |
| Norwegen (IFPI)              | 4× Platin                                                              | 240.000   |
| Österreich (IFPI)            | Platin                                                                 | 30.000    |
| Polen (ZPAV)                 | Platin                                                                 | 20.000    |
| Schweden (IFPI)              | Platin                                                                 | 80.000    |
| Spanien (Promusicae)         | Gold                                                                   | 30.000    |
| Vereinigtes Königreich (BPI) | Silber                                                                 | 200.000   |
| Insgesamt                    | 1× Silber · 6× Gold · 8× Platin ·                                      | 1.115.000 |

### Kings & Queens
| Land/Region                  | Auszeichnungen für Musikverkäufe (Land/Region, Auszeichnung, Verkäufe) | Verkäufe  |
| ---------------------------- | ---------------------------------------------------------------------- | --------- |
| Belgien (BRMA)               | Platin                                                                 | 40.000    |
| Brasilien (PMB)              | 3× Platin                                                              | 120.000   |
| Dänemark (IFPI)              | Platin                                                                 | 90.000    |
| Deutschland (BVMI)           | 3× Gold                                                                | 600.000   |
| Finnland (IFPI)              | Platin                                                                 | 40.000    |
| Frankreich (SNEP)            | Diamant                                                                | 333.333   |
| Italien (FIMI)               | Platin                                                                 | 70.000    |
| Kanada (MC)                  | 4× Platin                                                              | 320.000   |
| Norwegen (IFPI)              | 3× Platin                                                              | 180.000   |
| Österreich (IFPI)            | 2× Platin                                                              | 60.000    |
| Polen (ZPAV)                 | 4× Platin                                                              | 200.000   |
| Portugal (AFP)               | Platin                                                                 | 10.000    |
| Spanien (Promusicae)         | Platin                                                                 | 60.000    |
| Vereinigte Staaten (RIAA)    | 2× Platin                                                              | 2.000.000 |
| Vereinigtes Königreich (BPI) | Platin                                                                 | 600.000   |
| Insgesamt                    | 1× Gold · 26× Platin · 1× Diamant ·                                    | 4.723.333 |

### On Me
| Land/Region               | Auszeichnungen für Musikverkäufe (Land/Region, Auszeichnung, Verkäufe) | Verkäufe |
| ------------------------- | ---------------------------------------------------------------------- | -------- |
| Vereinigte Staaten (RIAA) | Gold                                                                   | 500.000  |
| Insgesamt                 | 1× Gold ·                                                              | 500.000  |

### Who’s Laughing Now
| Land/Region       | Auszeichnungen für Musikverkäufe (Land/Region, Auszeichnung, Verkäufe) | Verkäufe |
| ----------------- | ---------------------------------------------------------------------- | -------- |
| Brasilien (PMB)   | Gold                                                                   | 20.000   |
| Frankreich (SNEP) | Platin                                                                 | 200.000  |
| Norwegen (IFPI)   | Platin                                                                 | 60.000   |
| Österreich (IFPI) | Gold                                                                   | 15.000   |
| Polen (ZPAV)      | 2× Platin                                                              | 100.000  |
| Insgesamt         | 2× Gold · 4× Platin ·                                                  | 395.000  |

### OMG What’s Happening
| Land/Region     | Auszeichnungen für Musikverkäufe (Land/Region, Auszeichnung, Verkäufe) | Verkäufe |
| --------------- | ---------------------------------------------------------------------- | -------- |
| Norwegen (IFPI) | Gold                                                                   | 30.000   |
| Polen (ZPAV)    | Platin                                                                 | 50.000   |
| Insgesamt       | 1× Gold · 1× Platin ·                                                  | 80.000   |

### My Head & My Heart
| Land/Region                  | Auszeichnungen für Musikverkäufe (Land/Region, Auszeichnung, Verkäufe) | Verkäufe  |
| ---------------------------- | ---------------------------------------------------------------------- | --------- |
| Australien (ARIA)            | Platin                                                                 | 70.000    |
| Brasilien (PMB)              | 2× Platin                                                              | 80.000    |
| Dänemark (IFPI)              | Gold                                                                   | 45.000    |
| Deutschland (BVMI)           | Gold                                                                   | 200.000   |
| Frankreich (SNEP)            | Platin                                                                 | 200.000   |
| Italien (FIMI)               | Platin                                                                 | 70.000    |
| Kanada (MC)                  | 2× Platin                                                              | 160.000   |
| Norwegen (IFPI)              | Gold                                                                   | 30.000    |
| Österreich (IFPI)            | Platin                                                                 | 30.000    |
| Polen (ZPAV)                 | 2× Platin                                                              | 100.000   |
| Portugal (AFP)               | Gold                                                                   | 5.000     |
| Spanien (Promusicae)         | Platin                                                                 | 60.000    |
| Vereinigte Staaten (RIAA)    | Platin                                                                 | 1.000.000 |
| Vereinigtes Königreich (BPI) | Platin                                                                 | 600.000   |
| Insgesamt                    | 4× Gold · 13× Platin ·                                                 | 2.650.000 |

### EveryTime I Cry
| Land/Region       | Auszeichnungen für Musikverkäufe (Land/Region, Auszeichnung, Verkäufe) | Verkäufe |
| ----------------- | ---------------------------------------------------------------------- | -------- |
| Frankreich (SNEP) | Gold                                                                   | 100.000  |
| Österreich (IFPI) | Gold                                                                   | 15.000   |
| Polen (ZPAV)      | Gold                                                                   | 25.000   |
| Insgesamt         | 3× Gold ·                                                              | 140.000  |

### The Motto
| Land/Region                  | Auszeichnungen für Musikverkäufe (Land/Region, Auszeichnung, Verkäufe) | Verkäufe  |
| ---------------------------- | ---------------------------------------------------------------------- | --------- |
| Australien (ARIA)            | 2× Platin                                                              | 140.000   |
| Brasilien (PMB)              | Platin                                                                 | 40.000    |
| Dänemark (IFPI)              | Platin                                                                 | 90.000    |
| Deutschland (BVMI)           | Platin                                                                 | 400.000   |
| Finnland (IFPI)              | Platin                                                                 | 40.000    |
| Frankreich (SNEP)            | Platin                                                                 | 200.000   |
| Italien (FIMI)               | Platin                                                                 | 100.000   |
| Kanada (MC)                  | 7× Platin                                                              | 560.000   |
| Norwegen (IFPI)              | Platin                                                                 | 60.000    |
| Österreich (IFPI)            | 2× Platin                                                              | 60.000    |
| Polen (ZPAV)                 | 4× Platin                                                              | 200.000   |
| Portugal (AFP)               | Platin                                                                 | 10.000    |
| Spanien (Promusicae)         | Platin                                                                 | 60.000    |
| Vereinigtes Königreich (BPI) | Platin                                                                 | 600.000   |
| Vereinigte Staaten (RIAA)    | Platin                                                                 | 1.000.000 |
| Insgesamt                    | 26× Platin ·                                                           | 3.560.000 |

### Maybe You’re the Problem
| Land/Region          | Auszeichnungen für Musikverkäufe (Land/Region, Auszeichnung, Verkäufe) | Verkäufe |
| -------------------- | ---------------------------------------------------------------------- | -------- |
| Polen (ZPAV)         | Gold                                                                   | 25.000   |
| Spanien (Promusicae) | Gold                                                                   | 30.000   |
| Insgesamt            | 2× Gold ·                                                              | 55.000   |

### Million Dollar Baby
| Land/Region       | Auszeichnungen für Musikverkäufe (Land/Region, Auszeichnung, Verkäufe) | Verkäufe |
| ----------------- | ---------------------------------------------------------------------- | -------- |
| Frankreich (SNEP) | Gold                                                                   | 100.000  |
| Polen (ZPAV)      | Gold                                                                   | 25.000   |
| Insgesamt         | 2× Gold ·                                                              | 125.000  |

### Dancing’s Done
| Land/Region  | Auszeichnungen für Musikverkäufe (Land/Region, Auszeichnung, Verkäufe) | Verkäufe |
| ------------ | ---------------------------------------------------------------------- | -------- |
| Polen (ZPAV) | Gold                                                                   | 25.000   |
| Insgesamt    | 1× Gold ·                                                              | 25.000   |

### Car Keys (Ayla)
| Land/Region     | Auszeichnungen für Musikverkäufe (Land/Region, Auszeichnung, Verkäufe) | Verkäufe |
| --------------- | ---------------------------------------------------------------------- | -------- |
| Brasilien (PMB) | Platin                                                                 | 80.000   |
| Polen (ZPAV)    | Gold                                                                   | 25.000   |
| Ungarn (MAHASZ) | Platin                                                                 | 4.000    |
| Insgesamt       | 1× Gold · 2× Platin ·                                                  | 109.000  |

### Whatever
| Land/Region                  | Auszeichnungen für Musikverkäufe (Land/Region, Auszeichnung, Verkäufe) | Verkäufe  |
| ---------------------------- | ---------------------------------------------------------------------- | --------- |
| Belgien (BRMA)               | Platin                                                                 | 40.000    |
| Dänemark (IFPI)              | Platin                                                                 | 90.000    |
| Deutschland (BVMI)           | Gold                                                                   | 300.000   |
| Frankreich (SNEP)            | Platin                                                                 | 200.000   |
| Italien (FIMI)               | Gold                                                                   | 50.000    |
| Kanada (MC)                  | Platin                                                                 | 80.000    |
| Österreich (IFPI)            | Platin                                                                 | 30.000    |
| Polen (ZPAV)                 | Platin                                                                 | 50.000    |
| Schweden (IFPI)              | Platin                                                                 | 120.000   |
| Schweiz (IFPI)               | Platin                                                                 | 30.000    |
| Spanien (Promusicae)         | Platin                                                                 | 60.000    |
| Ungarn (MAHASZ)              | 2× Platin                                                              | 8.000     |
| Vereinigte Staaten (RIAA)    | Gold                                                                   | 500.000   |
| Vereinigtes Königreich (BPI) | Gold                                                                   | 400.000   |
| Insgesamt                    | 4× Gold · 11× Platin ·                                                 | 1.958.000 |

### Forever Young
| Land/Region       | Auszeichnungen für Musikverkäufe (Land/Region, Auszeichnung, Verkäufe) | Verkäufe |
| ----------------- | ---------------------------------------------------------------------- | -------- |
| Frankreich (SNEP) | Platin                                                                 | 200.000  |
| Schweiz (IFPI)    | Gold                                                                   | 15.000   |
| Insgesamt         | 1× Gold · 1× Platin ·                                                  | 215.000  |

## Statistik und Quellen
| Land/RegionAuszeichnungen für Musikverkäufe (Land/Region, Auszeichnungen, Verkäufe, Quellen) | Silber     | Gold       | Platin         | Diamant     | Verkäufe   | Quellen              |
| -------------------------------------------------------------------------------------------- | ---------- | ---------- | -------------- | ----------- | ---------- | -------------------- |
| Argentinien (CAPIF)                                                                          | —          | Gold1      | —              | —           | 10.000     | Einzelnachweise      |
| Australien (ARIA)                                                                            | —          | Gold1      | 10× Platin10   | —           | 735.000    | aria.com.au          |
| Belgien (BRMA)                                                                               | —          | 2× Gold2   | 4× Platin4     | —           | 200.000    | ultratop.be          |
| Brasilien (PMB)                                                                              | —          | Gold1      | 12× Platin12   | 2× Diamant2 | 860.000    | pro-musicabr.org.br  |
| Dänemark (IFPI)                                                                              | —          | 2× Gold2   | 9× Platin9     | —           | 830.000    | ifpi.dk              |
| Deutschland (BVMI)                                                                           | —          | 6× Gold6   | 3× Platin3     | Diamant1    | 3.400.000  | musikindustrie.de    |
| Finnland (IFPI)                                                                              | —          | —          | 11× Platin11   | —           | 380.000    | Einzelnachweise      |
| Frankreich (SNEP)                                                                            | —          | 3× Gold3   | 9× Platin9     | 2× Diamant2 | 2.666.666  | snepmusique.com      |
| Italien (FIMI)                                                                               | —          | 5× Gold5   | 6× Platin6     | —           | 570.000    | fimi.it              |
| Kanada (MC)                                                                                  | —          | —          | 24× Platin24   | —           | 1.920.000  | musiccanada.com      |
| Neuseeland (RMNZ)                                                                            | —          | Gold1      | 7× Platin7     | —           | 210.000    | radioscope.co.nz NZ2 |
| Niederlande (NVPI)                                                                           | —          | —          | 2× Platin2     | —           | 160.000    | nvpi.nl              |
| Norwegen (IFPI)                                                                              | —          | 3× Gold3   | 32× Platin32   | —           | 1.730.000  | ifpi.no              |
| Österreich (IFPI)                                                                            | —          | 4× Gold4   | 13× Platin13   | —           | 442.500    | ifpi.at              |
| Peru (UNIMPRO)                                                                               | —          | Gold1      | —              | —           | 3.000      | Einzelnachweise      |
| Polen (ZPAV)                                                                                 | —          | 6× Gold6   | 31× Platin31   | Diamant1    | 1.530.000  | olis.pl              |
| Portugal (AFP)                                                                               | —          | 2× Gold2   | 4× Platin4     | —           | 50.000     | Einzelnachweise      |
| Schweden (IFPI)                                                                              | —          | Gold1      | 2× Platin2     | —           | 240.000    | sverigetopplistan.se |
| Schweiz (IFPI)                                                                               | —          | 2× Gold2   | 6× Platin6     | —           | 150.000    | hitparade.ch         |
| Singapur (RIAS)                                                                              | —          | Gold1      | Platin1        | —           | 15.000     | rias.org.sg          |
| Spanien (Promusicae)                                                                         | —          | 3× Gold3   | 8× Platin8     | —           | 530.000    | elportaldemusica.es  |
| Taiwan (RIT)                                                                                 | —          | Gold1      | Platin1        | —           | 15.000     | Einzelnachweise      |
| Ungarn (MAHASZ)                                                                              | —          | —          | 3× Platin3     | —           | 12.000     | slagerlistak.hu      |
| Vereinigte Staaten (RIAA)                                                                    | —          | 4× Gold4   | 12× Platin12   | —           | 14.007.000 | riaa.com             |
| Vereinigtes Königreich (BPI)                                                                 | 2× Silber2 | 2× Gold2   | 8× Platin8     | —           | 5.800.000  | bpi.co.uk            |
| Insgesamt                                                                                    | 2× Silber2 | 52× Gold52 | 218× Platin218 | 6× Diamant6 |            |                      |